# Rivière Bourceau
Rivière Bourceau är ett vattendrag i Guadeloupe (Frankrike). Det ligger i den sydvästra delen av Guadeloupe, 16 km norr om huvudstaden Basse-Terre.